# Wallfahrtskirche Zelená Hora

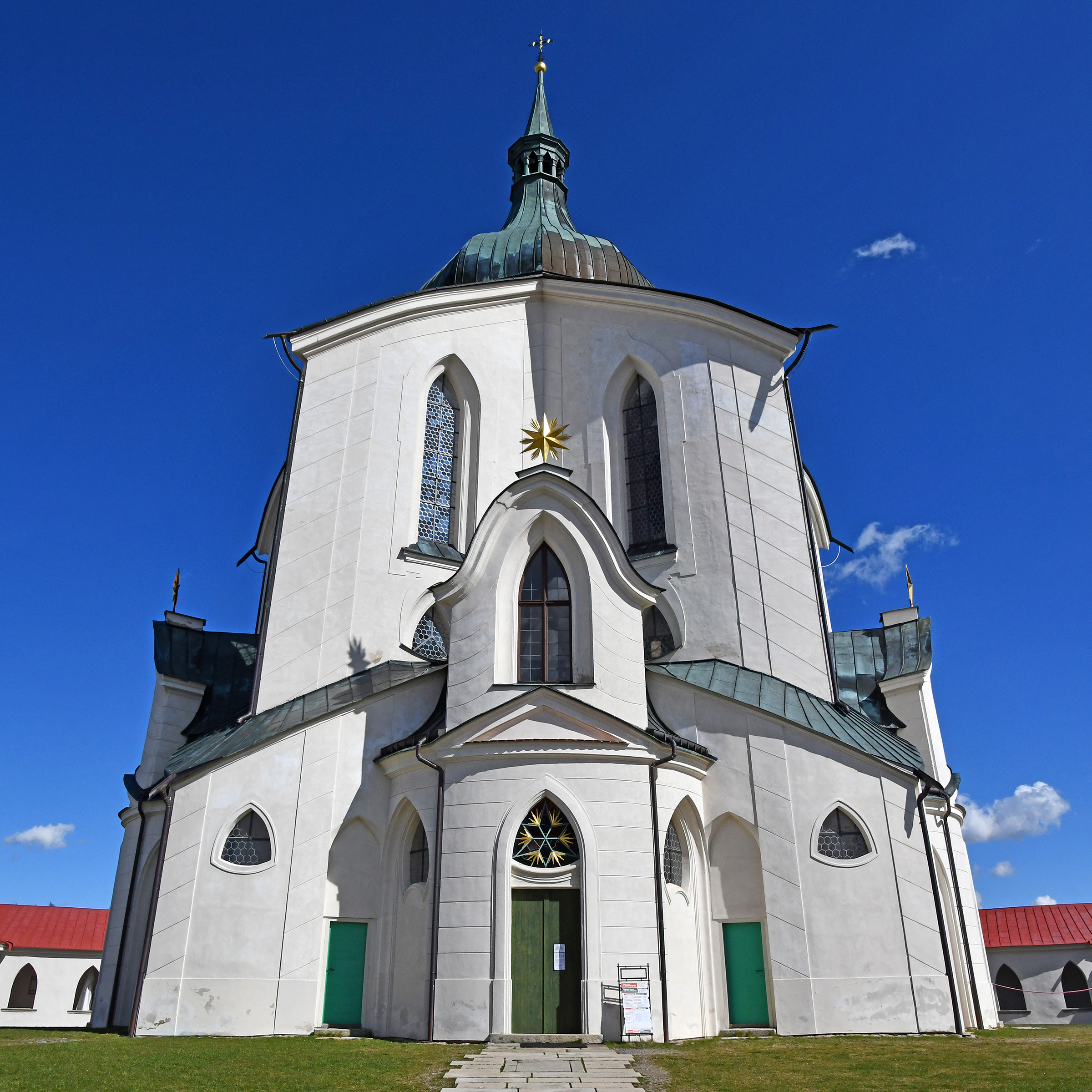
Wallfahrtskirche St. Johannes Nepomuk auf dem Grünberg

Die Wallfahrtskirche St. Johannes Nepomuk auf dem Grünberg (tschechisch Poutní kostel Sv. Jana Nepomuckého na Zelené hoře) ist eine römisch-katholische Kirche in Žďár nad Sázavou (deutsch Saar) in Tschechien. Anfang des 18. Jahrhunderts auf einem sternförmigen Grundriss errichtet, ist sie ein außergewöhnliches Werk des Baumeisters Johann Blasius Santini-Aichel, das gotische und barocke Stilformen vereint. Die Wallfahrtskirche ist ein Nationales Kulturdenkmal und gehört seit 1994 zum UNESCO-Welterbe.

## Geschichte
Um eine weitere Verehrung des heiligen Johannes von Nepomuk zu fördern, entstand der Bau in den Jahren 1719–1722 auf Veranlassung des Abtes des Klosters Saar, Václav Vejmluva. Der Hügel, auf dem die Wallfahrtskirche errichtet wurde, wurde zunächst als Černý les (Schwarzer Wald) bzw. Strmá hora (Steiler Berg) bezeichnet. Später wurde er nach dem Ort Zelená hora (Grünberg) umbenannt, aus dem der heilige Nepomuk stammte und von wo aus die ersten Mönche nach Saar gekommen waren. Um die Kirche von weitem sichtbar zu machen, wurde der dichte Kiefernwald auf dem Hügel gerodet. 1784 brannte die Kirche aus. Danach diente sie kurzzeitig als Schafstall, dann sollte sie abgerissen werden. Doch die Gläubigen wehrten sich dagegen, und die Kirche wurde wiederaufgebaut.

## Architektur

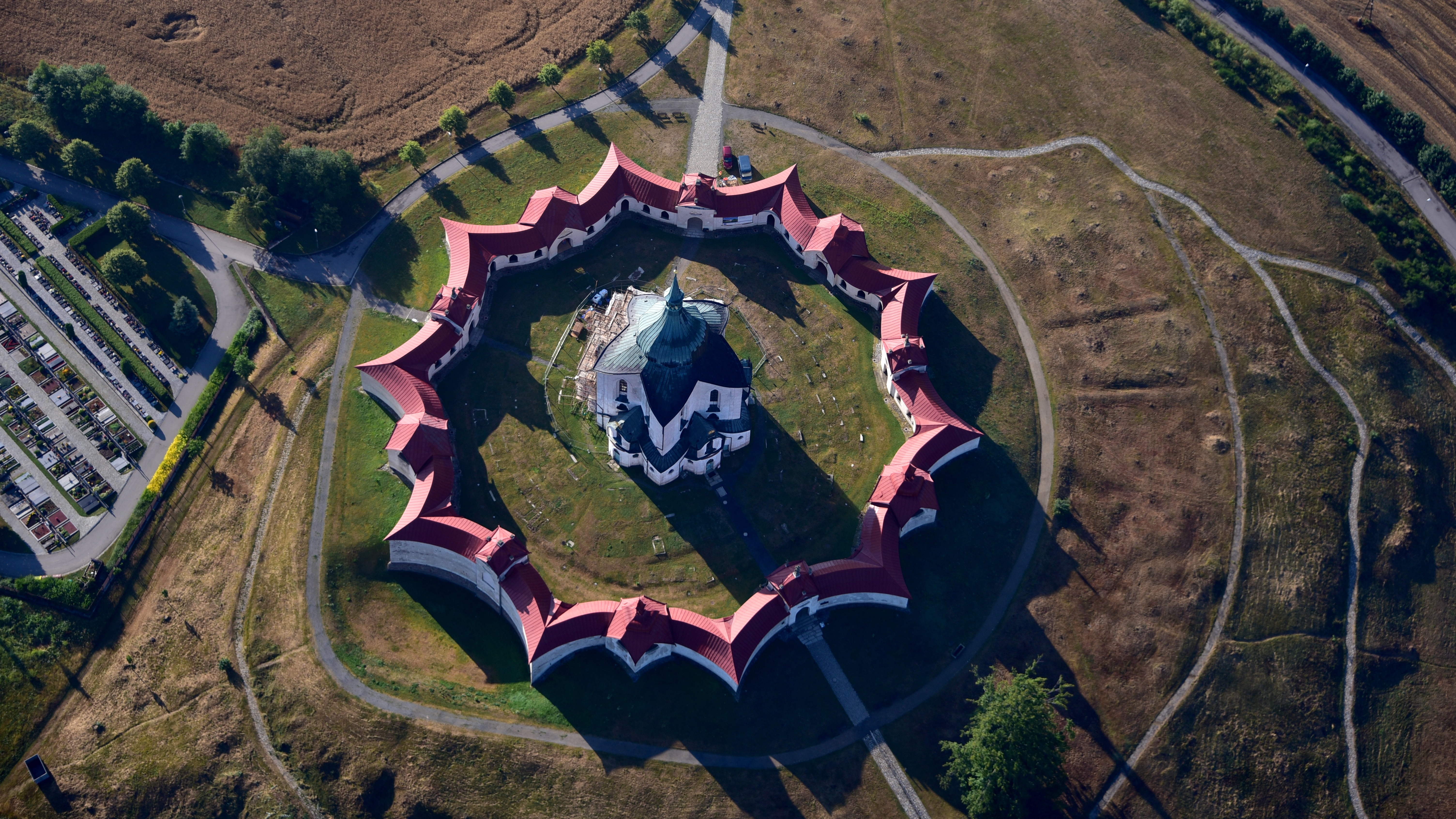
Wallfahrtskirche auf dem Grünberg, Luftaufnahme (2018)

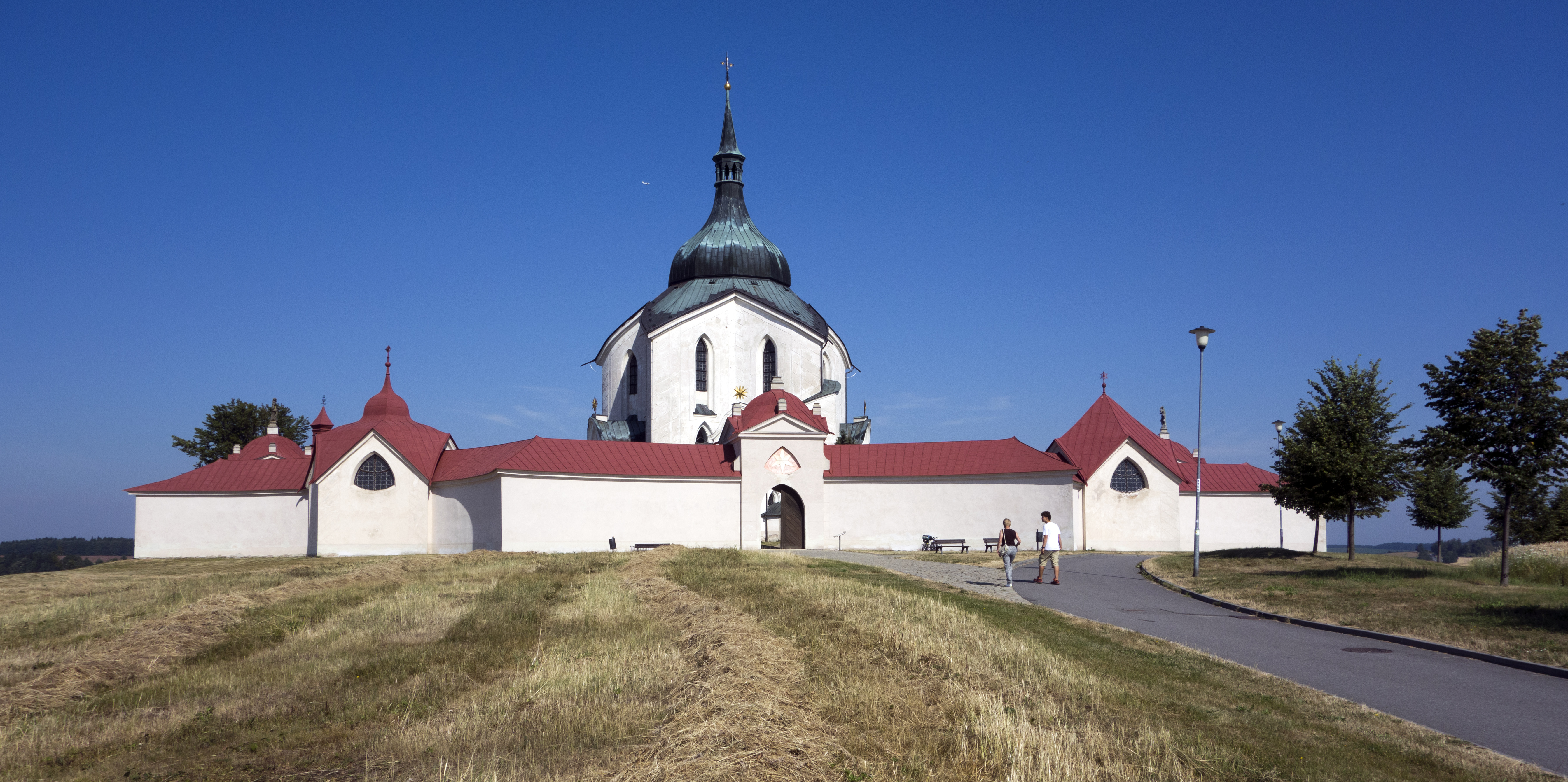
Gesamte Anlage

Die nach Plänen des Architekten Johann Blasius Santini-Aichl errichtete Anlage verbindet gotische und barocke Stilelemente, wodurch ein Baustil entstand, der in ganz Europa keine Analogie findet.
Die Kirche als Zentrum der Anlage und der äußere Umfassungsring wurden als Einheit geplant und gebaut. Die Konstruktion der Kirche entstand aus der Grundform des Kreises, wobei mehrmals die Ziffer Fünf wiederholt wird, als Anspielung auf die fünf Sterne, die der Legende nach den Leichnam des Märtyrers umgaben, als dieser aufgefunden wurde. So wechseln sich z. B. in der Umfassung der Kirche fünf Kapellen mit dreieckigem Grundriss mit fünf Kapellen in Form eines Ovals ab, und es gibt fünf Zugänge zur Anlage.
Der Zentralbau wird von einer Kuppel mit Lunetten überwölbt, die von zehn Pfeilern getragen werden. Im Kircheninneren befinden sich kleinere ovale Seitenkapellen und im ersten Stock Emporen, die den darunter liegenden Kapellen entsprechen. Über den Emporen verläuft ein weiterer Umgang.

## Ausstattung

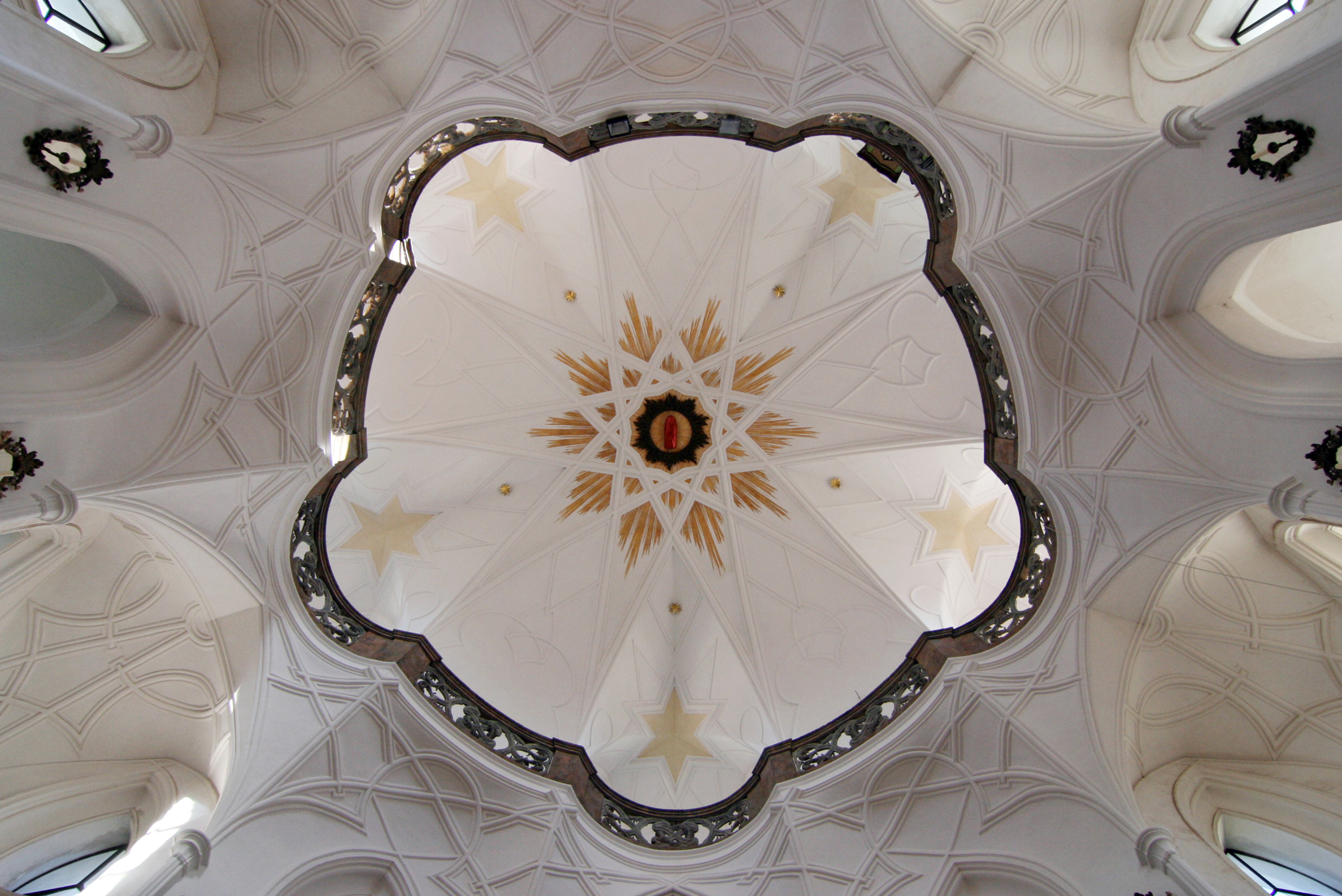
Gewölbe

Der Haupt- und Hochaltar steht in der östlichen Arkade und reicht bis zum Geländer der zweiten Empore. Die fünf Engel am Hauptaltar und die vier Evangelisten sind das Werk des Bildhauers Johann Paul Czechpauer. Sie wurden nach dessen Tod um 1726 von seinem Mitarbeiter Ignaz Rohrbach vollendet. Drei dieser Engel tragen eine Kugel, die das Himmelgewölbe symbolisiert, und die ihrerseits wiederum mit fünf Sternen geschmückt ist. Auf dieser Kugel steht eine Statue des heiligen Nepomuk, die von Gregor Thény geschaffen wurde. Die Wahl der Künstler aus dem Umfeld des Bildhauers Matthias Bernhard Braun – Thény war einst Geselle bei Braun – ist nicht zufällig. Santini arbeitete häufig mit Braun zusammen und schätzte seine Bildersprache.
Nach dem Brand wurde die Kirche 1787 mit Inventar aus benachbarten Kirchen wieder ausgestattet. Die Kanzel und ein Seitenaltar stammen aus der Kirche Mariä Heimsuchung in Obyčtov, die Orgel und der Beichtstuhl aus der Kirche des hl. Wenzel in Radešínská Svratka.

## Abbildungen

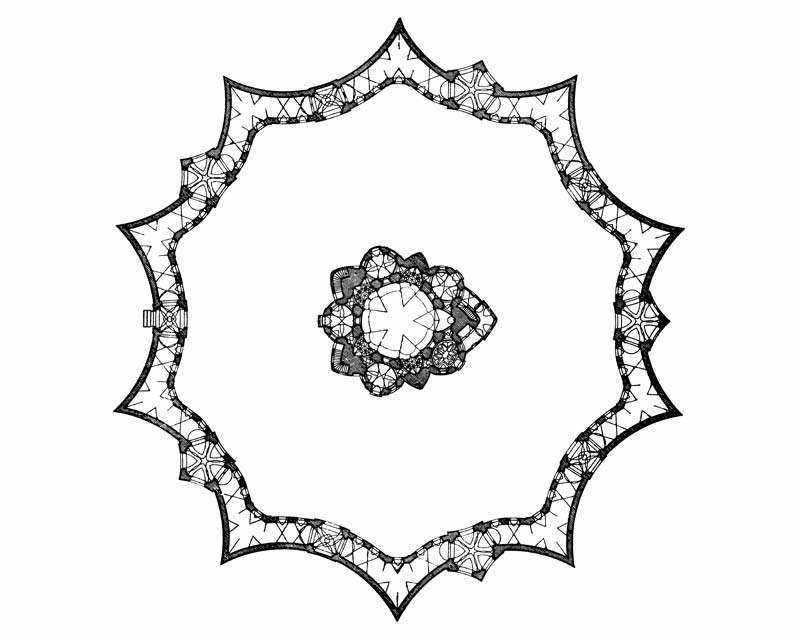
Grundriss
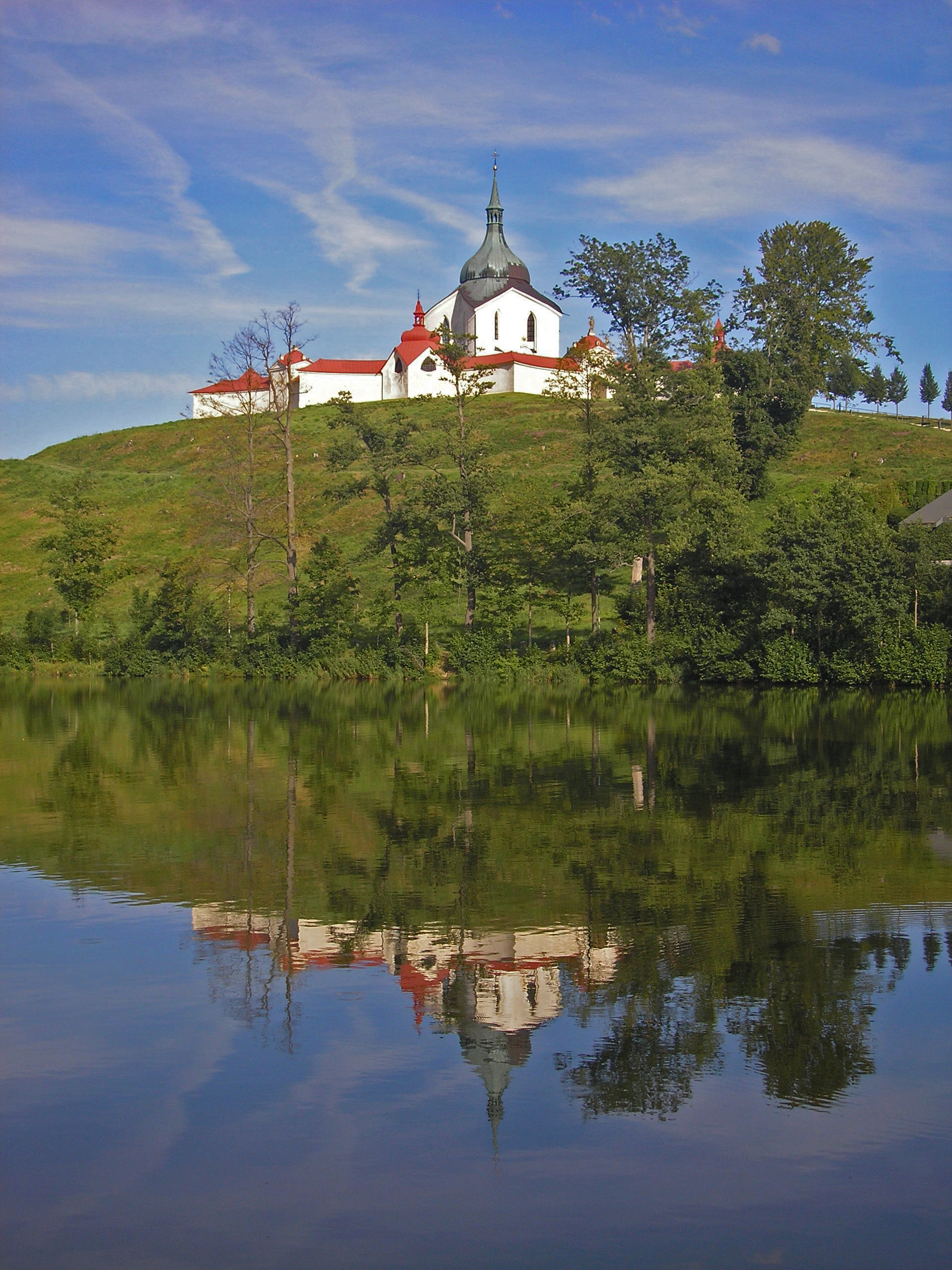
Blick vom Konventteich auf die Wallfahrtskirche
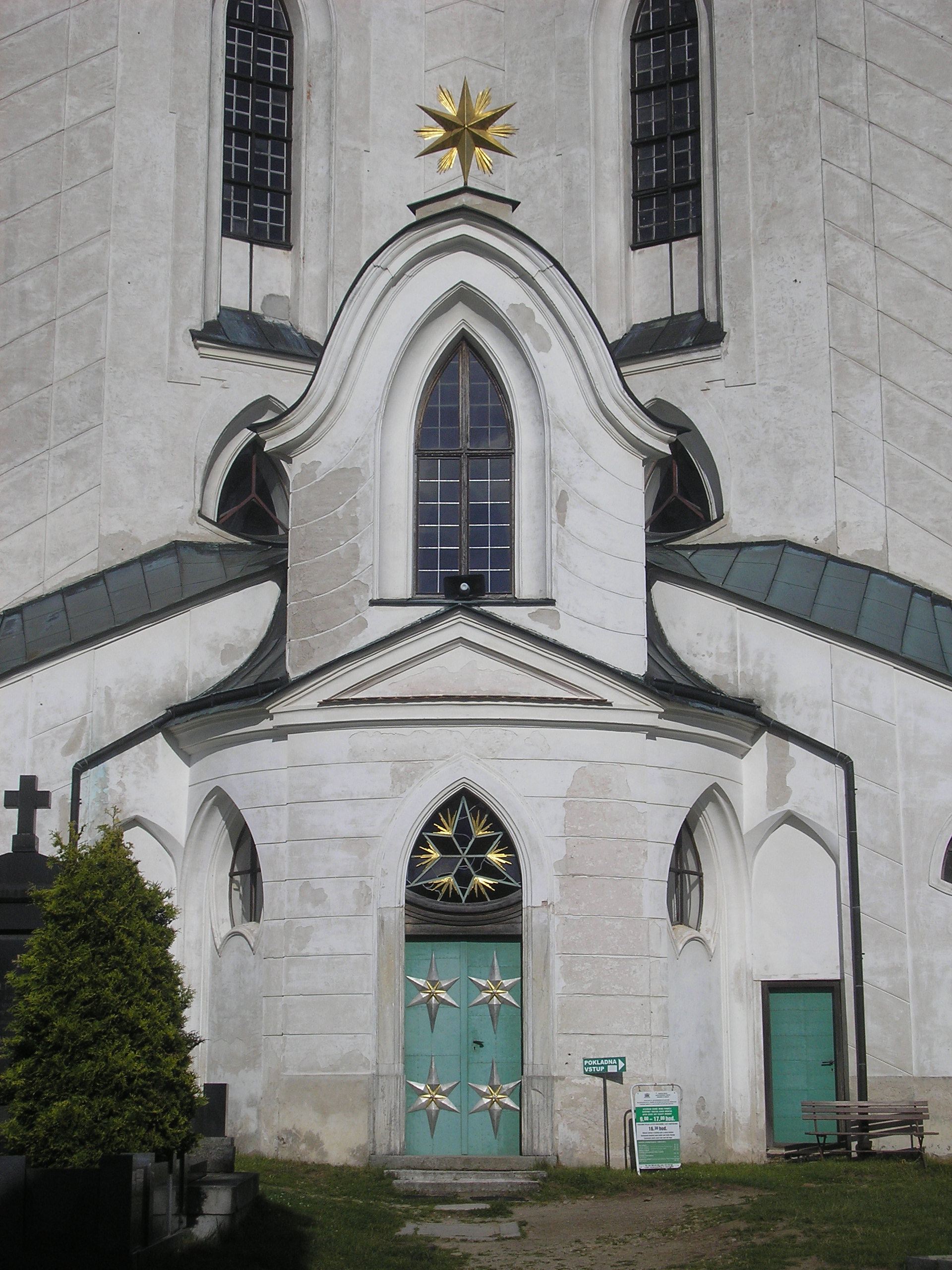
Eingangsportal der Kirche
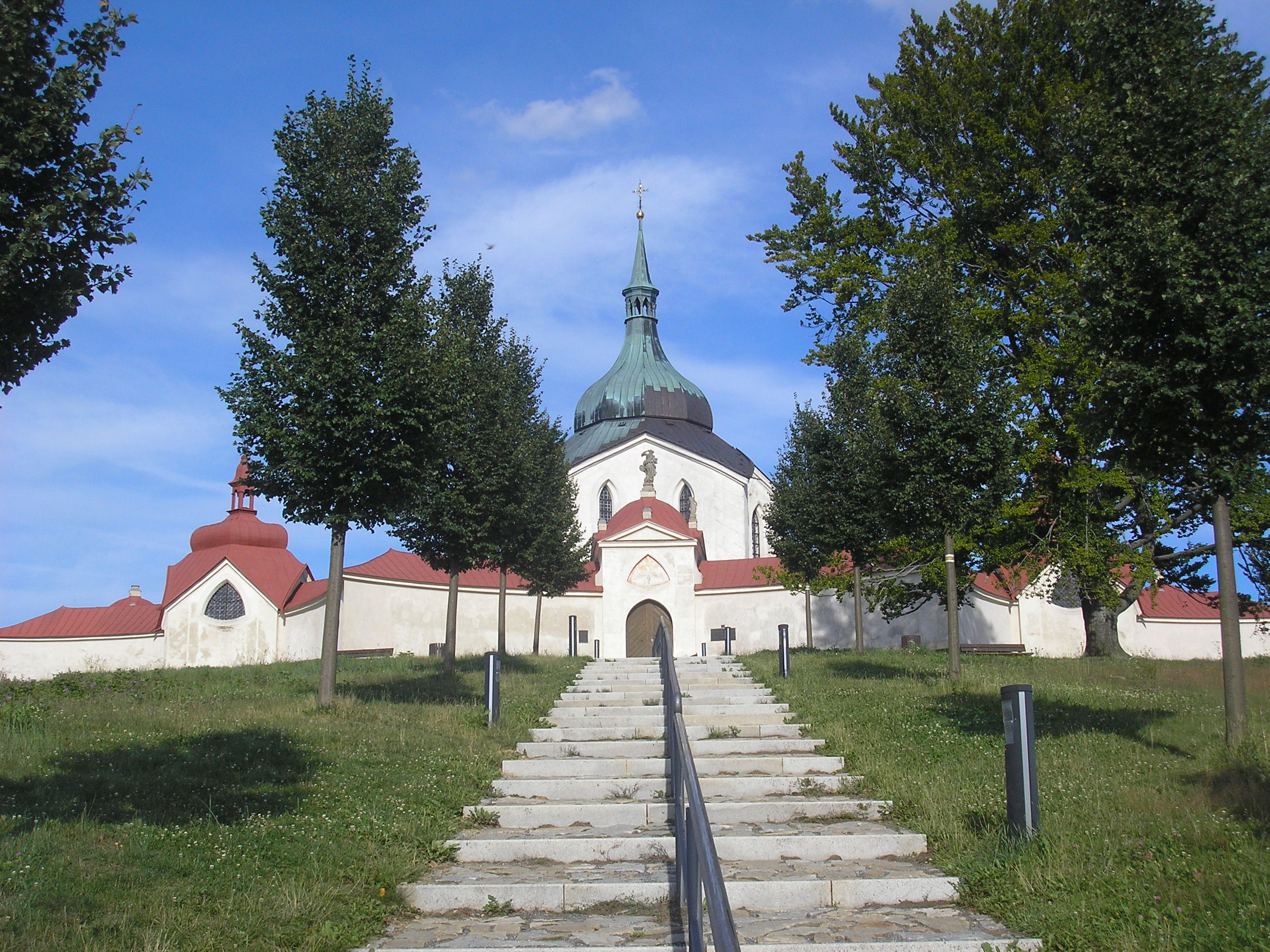
Zugang zur Wallfahrtskirche
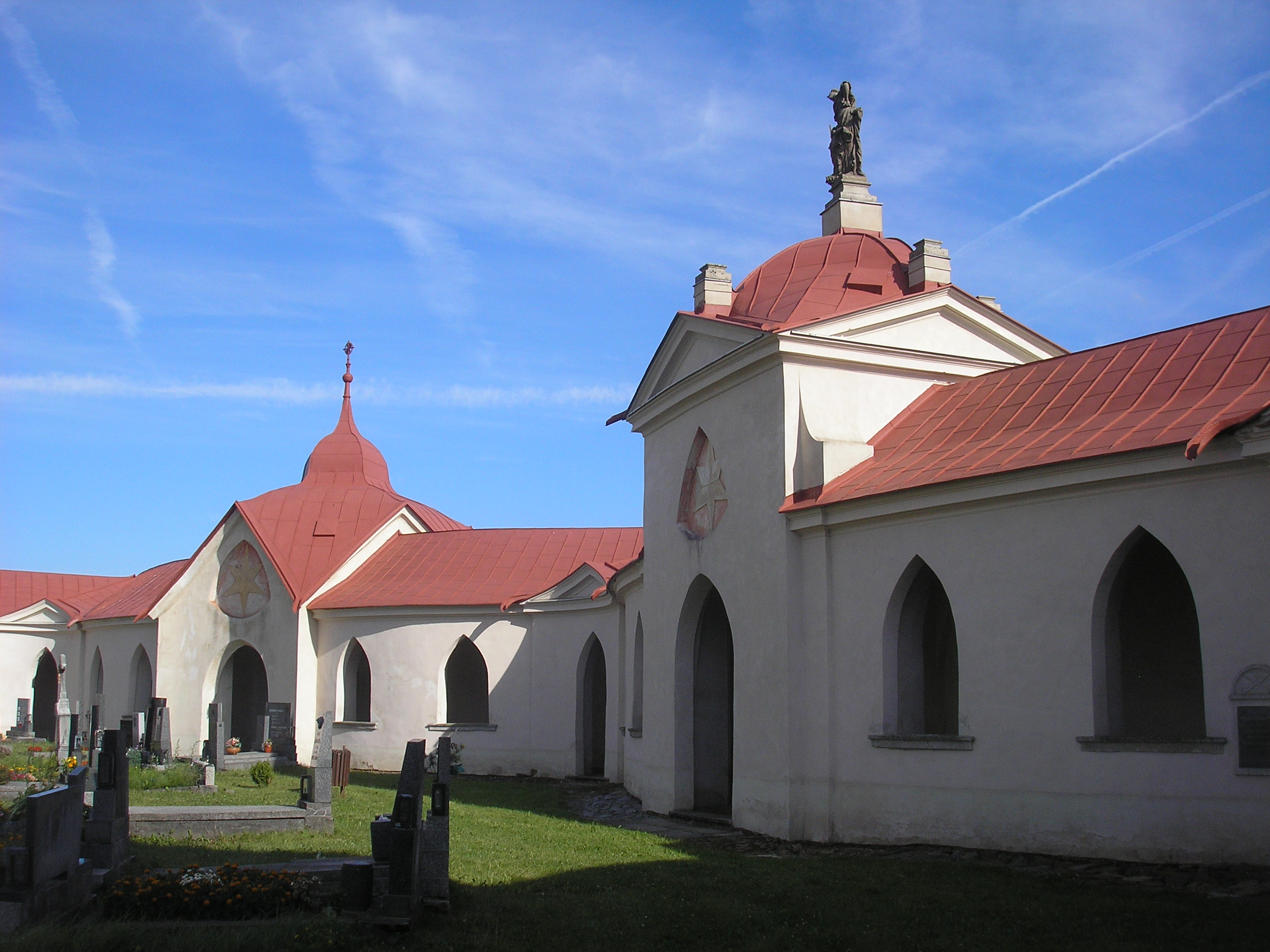
Äußerer Kapellenring
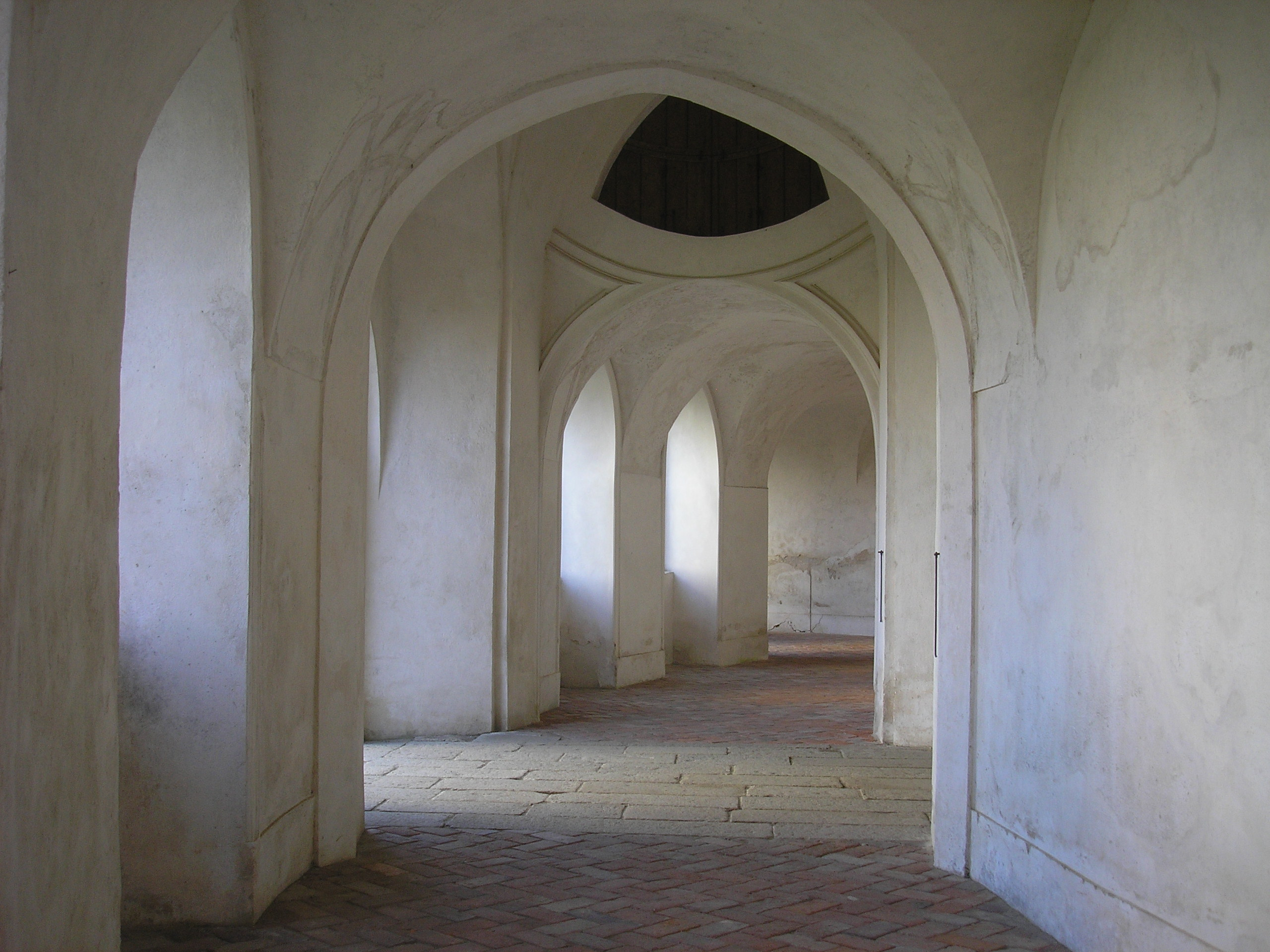
Kreuzgang
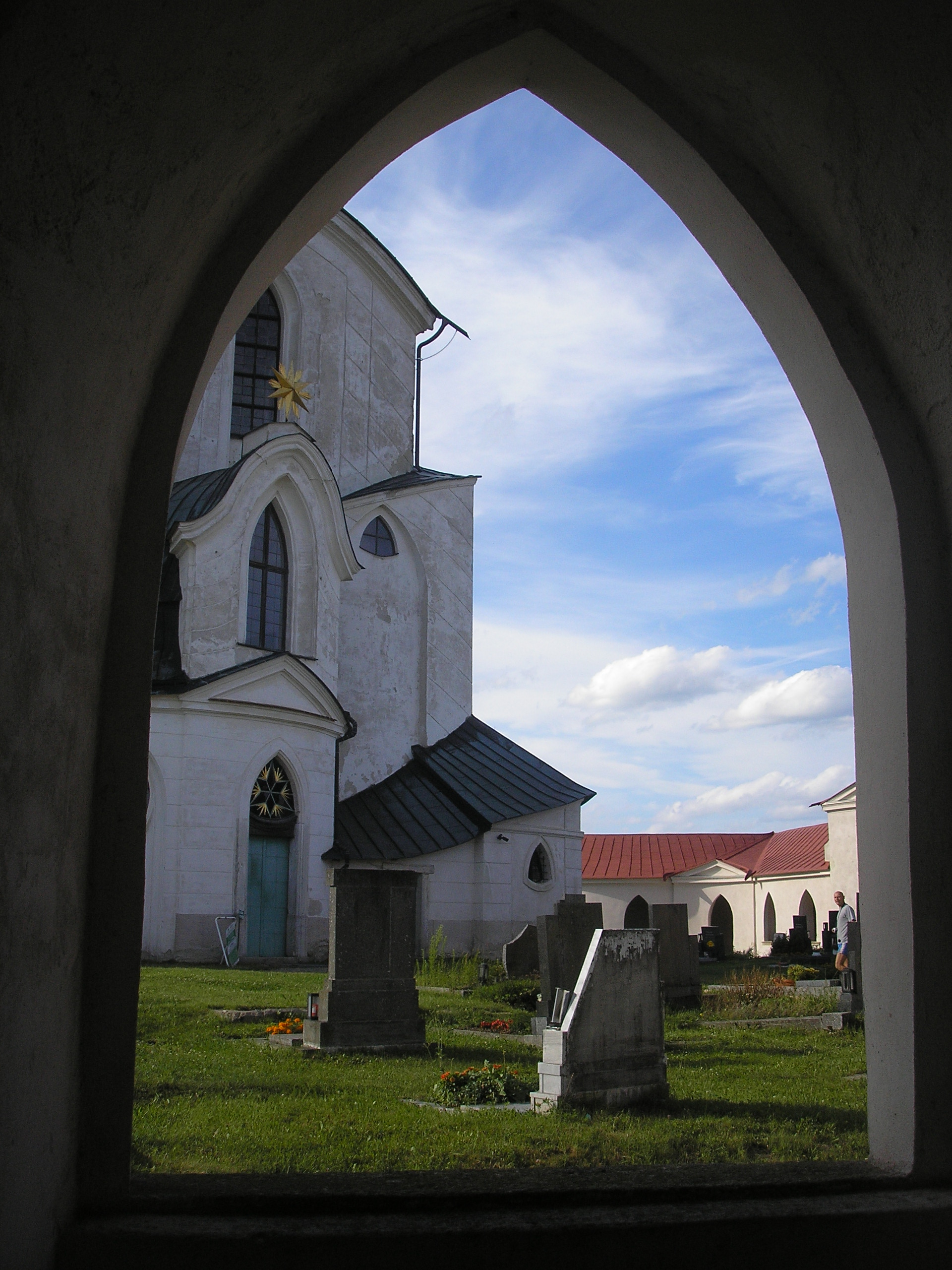
Blick auf den Hof
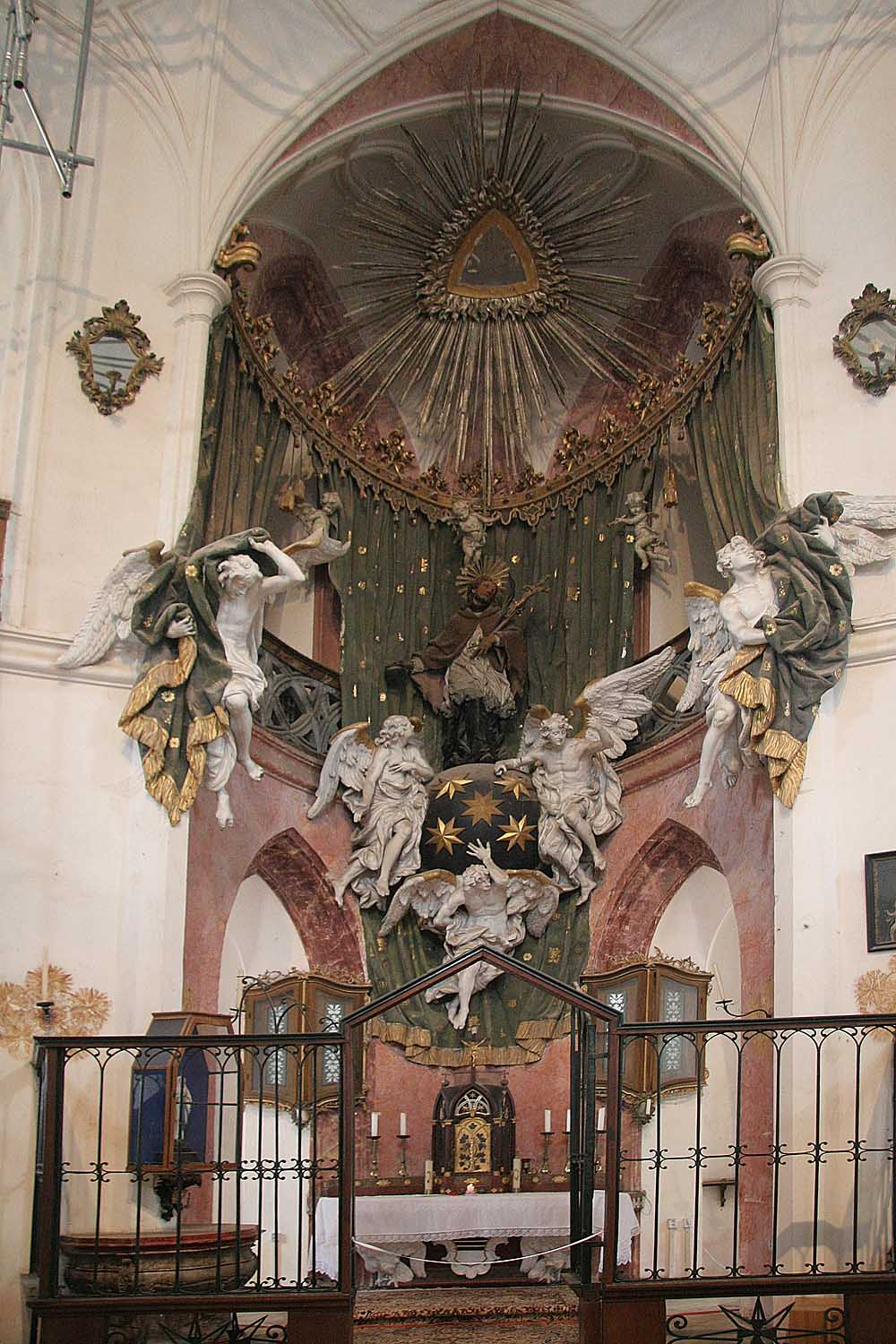
Hauptaltar
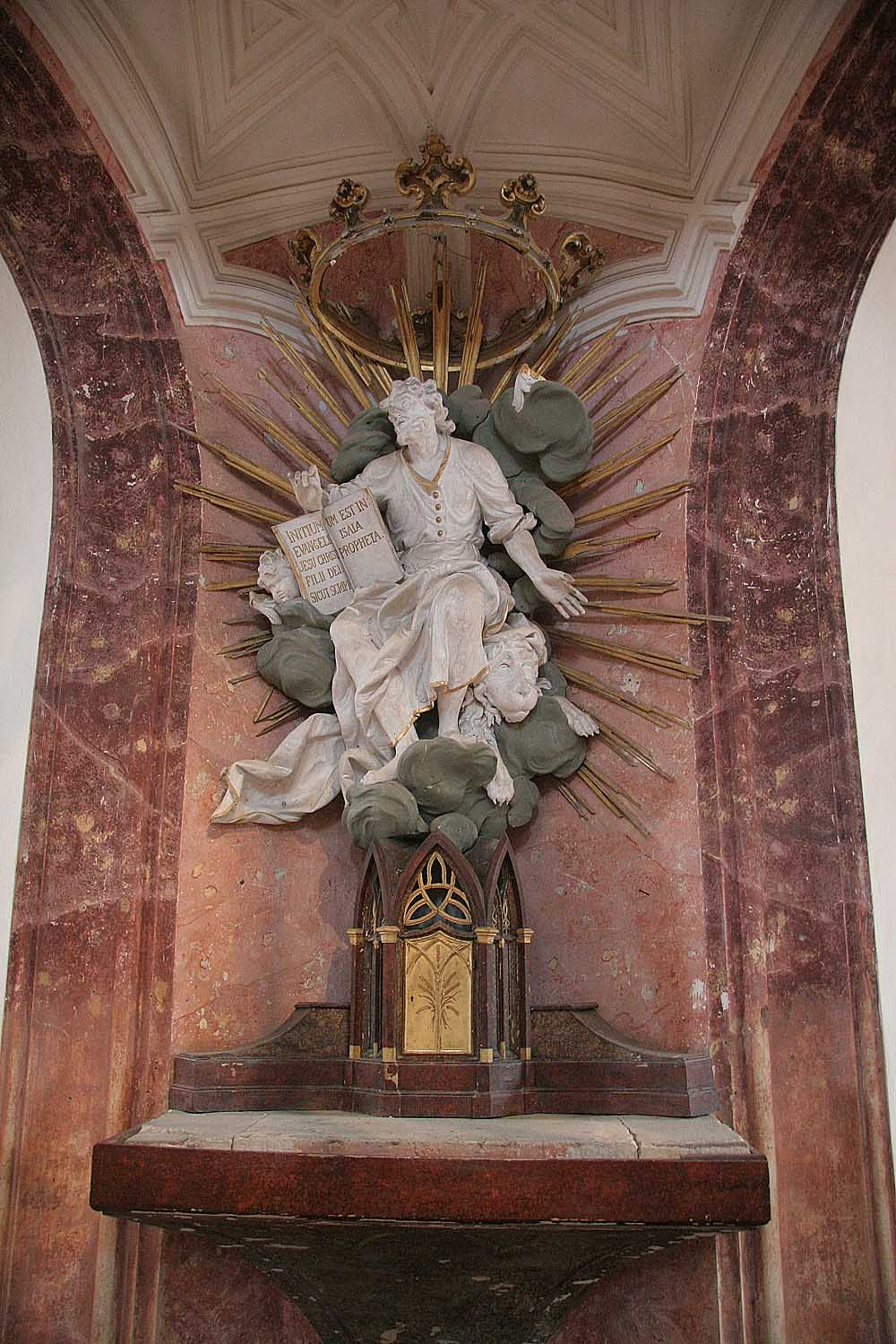
Evangelist Markus
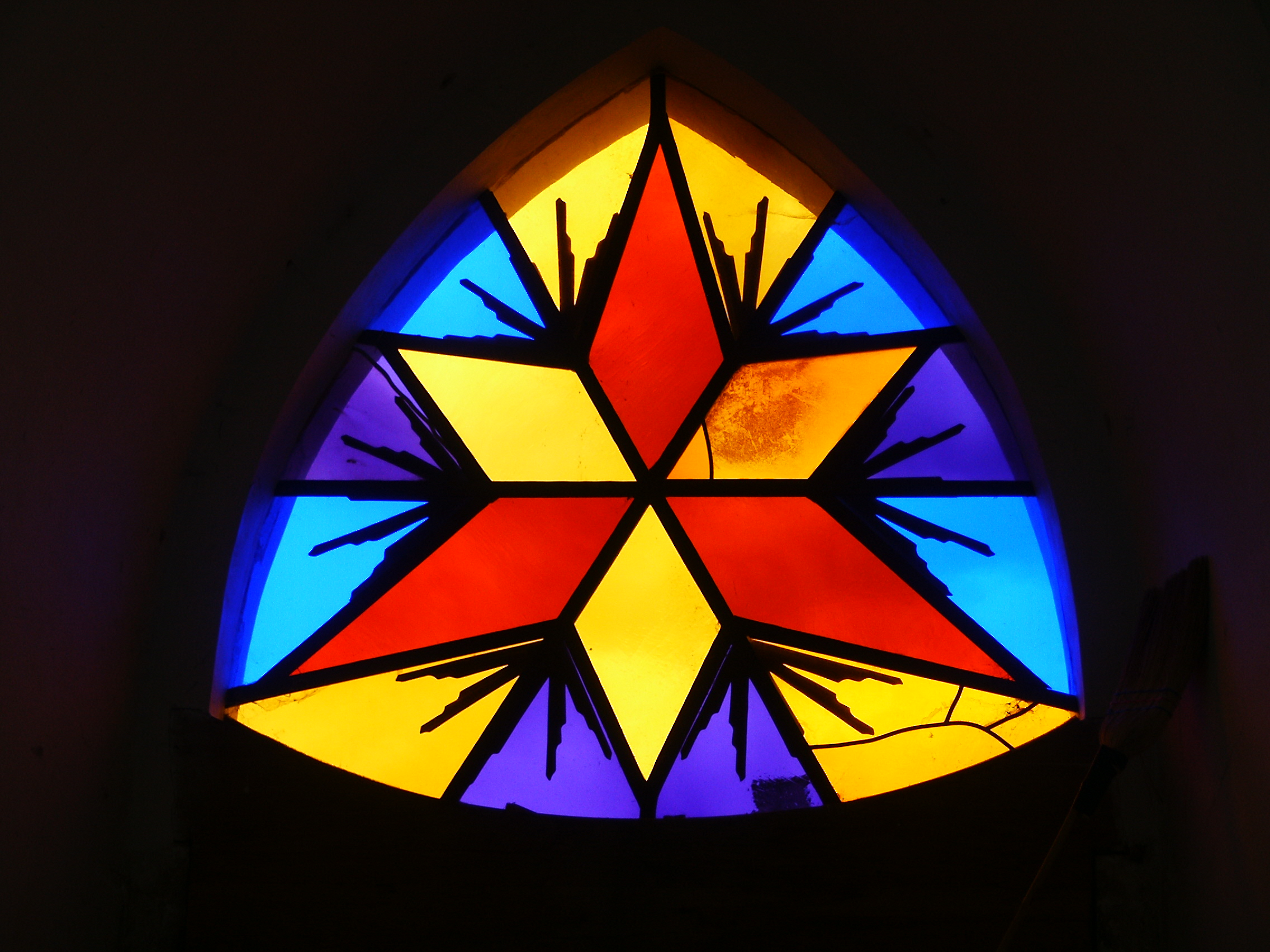
Glasfenster